# Aelurillus tumidulus
Aelurillus tumidulus là một loài nhện trong họ Salticidae.
Loài này thuộc chi Aelurillus. Aelurillus tumidulus được Wanda Wesołowska & Tomasiewicz miêu tả năm 2008.